# Tarmlången, Östergötland
Tarmlången är en sjö i Söderköpings kommun i Östergötland och ingår i Söderköpingsåns huvudavrinningsområde.